# عبد الله يحيى (النمنم)
عبد الله بن يحيى المعروف باسم عبد الله النمنم هو لاعب كرة قدم سعودي، مركزه دفاع لعب لـنادي الاتفاق السعودي والمنتخب السعودي.